# Operation Plumbat
Operation Plumbat war der Name einer Geheimoperation des israelischen Nachrichtendienstes Mossad.
Nachdem Frankreich 1962 die Lieferung von Uran an Israel eingestellt hatte, suchte Israel alternative Quellen. 1968 wurden von der Brüsseler Firma „Société Générale des Mineraux“ ca. 200 Tonnen Uranoxid (Yellowcake) gekauft. Am 17. November 1968 ging das Uran in Antwerpen an Bord des Schiffes Scheersberg A, um von dort nach Genua verschifft zu werden. Die Scheersberg A war im Dezember 1955 von der Kröger-Werft in Rendsburg als Scheersberg an die Hamburger Reederei Aug. Bolten Wm. Miller’s Nachfolger geliefert worden. Der neue Eigner Dan Ert (alias Dan Aerbel) wurde 1973 in Norwegen im Zuge der Lillehammer-Affäre verhaftet und gestand, Mitglied des Mossad zu sein.
Am 2. Dezember 1968 tauchte die Scheersberg A im Hafen von İskenderun wieder auf, von der Besatzung und der Ladung fehlte jede Spur.
Nach Erkenntnissen der EURATOM soll die Ladung in der Nähe von Zypern auf ein israelisches Schiff umgeladen worden sein. Fachleute gehen davon aus, dass die Aktion von den Geheimdiensten Mossad und Lakam geplant und durchgeführt wurde.

## Belletristik
Der Thriller-Autor Ken Follett hat die reale Operation Plumbat als Vorlage für einen Teil der Handlung seines Romans Dreifach (1979) verwendet.

## Filmadaptionen
- Feuerdrachen, Spielfilm, 2 Teile, Fernsehen der DDR 1981.